# Universidad Autónoma Indígena de México
Die Universidad Autónoma Indígena de México (UAIM; Universida Kaytat Cha' Ka Yolem'mia Imi  Mexikopo) ist eine mexikanische Universität in Mochicahui, Sinaloa und einem Campus in Los Mochis.
Die Universität wurde am 5. Dezember 2001 gegründet. Derzeit werden an der UAIM drei Studiengänge angeboten: Ländliche Soziologie, Volkskultur und Kommunale Entwicklung.